# Ósvör
Koordinaten: 66° 9′ 0,7″ N, 23° 12′ 58,3″ W

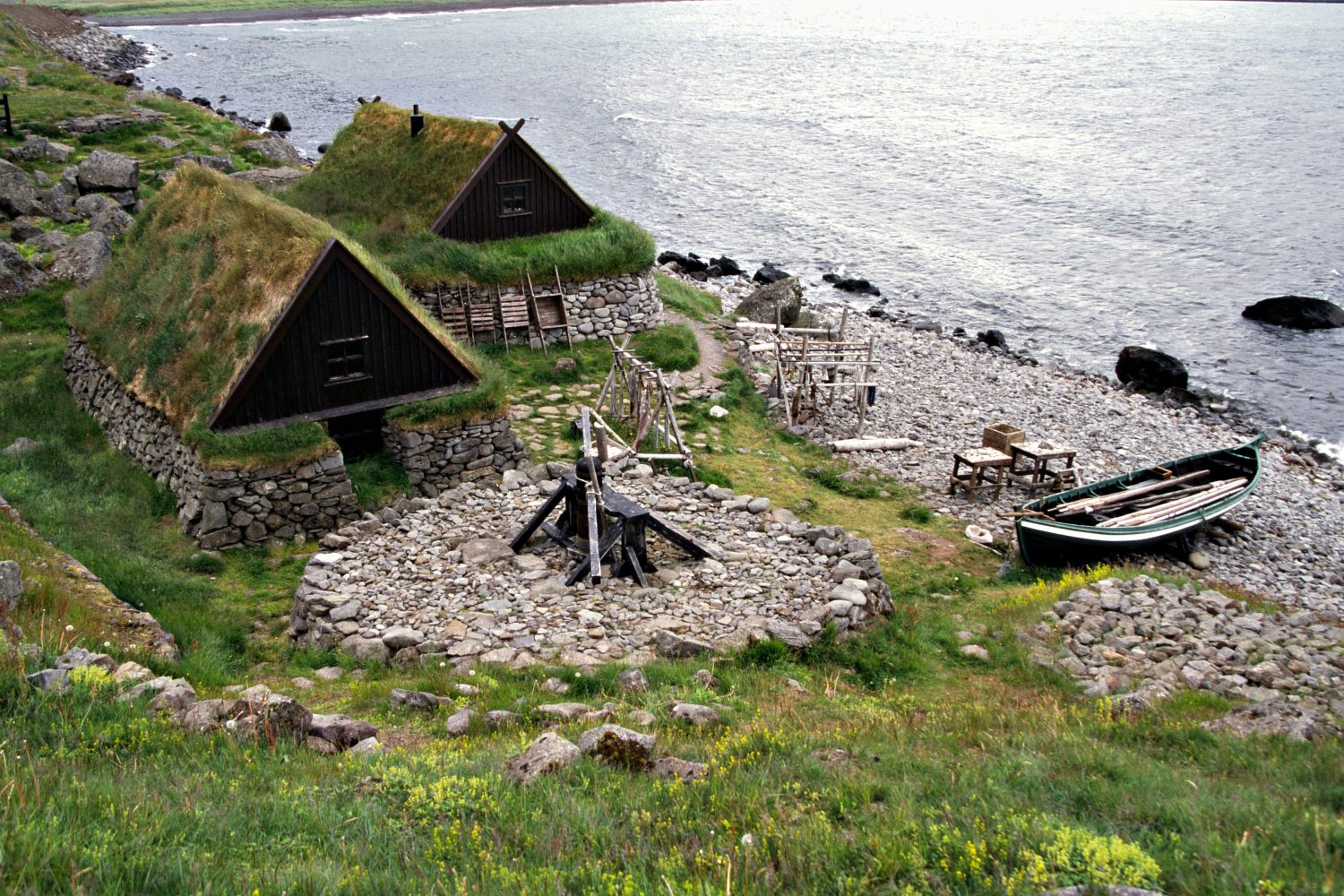
Übersicht Ósvör

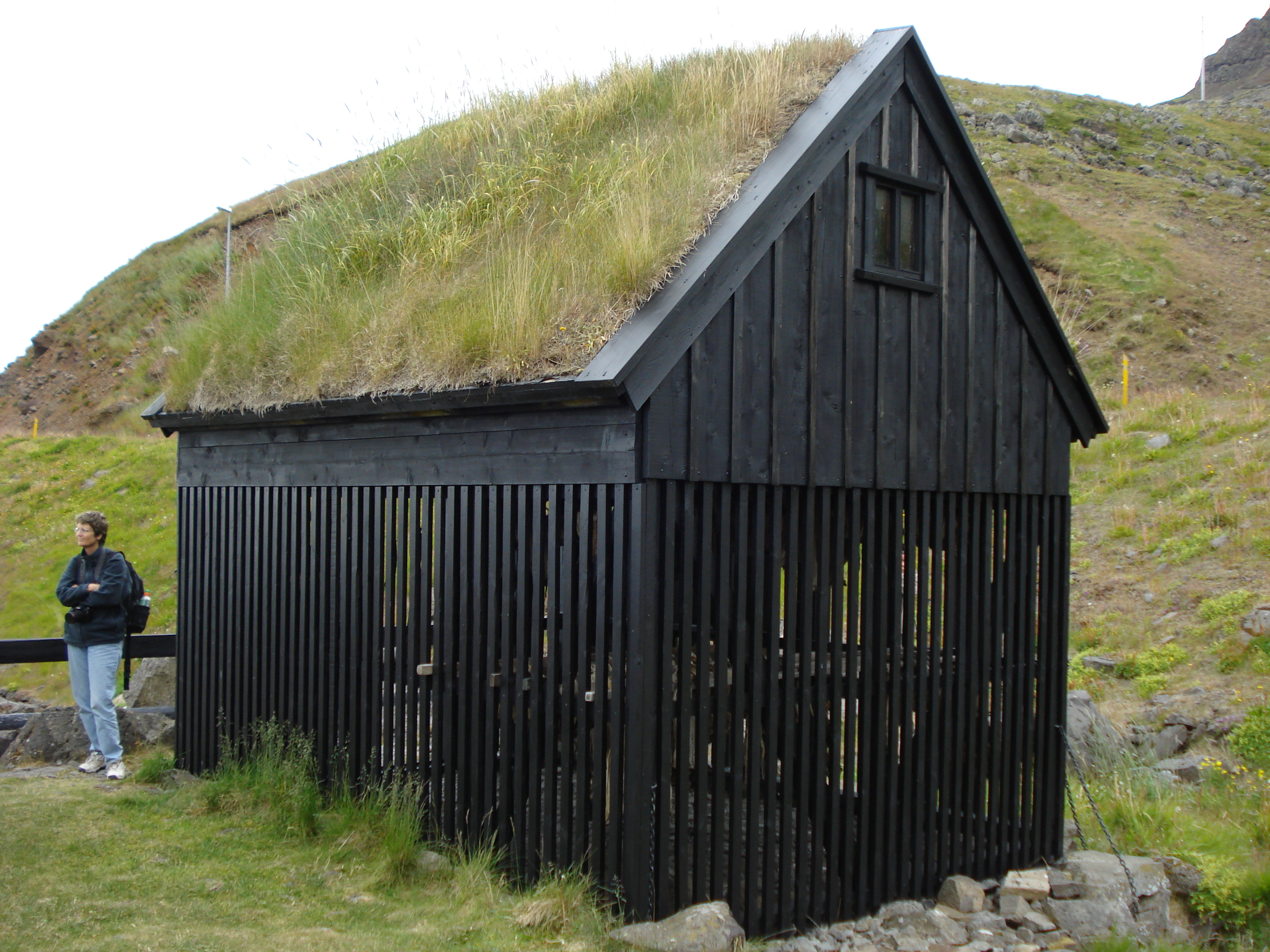
Trockenhütte

Ósvör ist ein Fischermuseum in den Westfjorden von Island.
Es gab über 300 solcher Fischersiedlungen an den Küsten, wie zum Beispiel auf den Westmännerinseln in Dritvík und Oddbjarnarsker.
Sie wurden nur zeitweise genutzt, wenn es auf den Höfen keine Arbeit gab. 
Für den Dokumentarfilm Verstöðin Ísland (1991) wurde 1990 eine Fischersiedlung als Kulisse aufgebaut und 1997 für den Dokumentarfilm Íslands þúsund ár wieder verwendet.   
Der Regisseur beider Filme war Erlendur Sveinsson. 
Inzwischen ist daraus ein Museum und interessantes Reiseziel geworden.
Ganz am Ostufer der Bucht von Bolungarvík stehen zwei Fischerhütten aus dem 19. Jahrhundert, aus der Zeit, als man noch mit Ruderbooten zum Fischen auf das Meer fuhr.
Die weiteren Gebäude sind für den Salzvorrat und eine Trockenhütte, wie sie in der Art heute noch zum Reifen von Hákarl verwendet wird.

Dazu gehört auch ein sechsseitiges Ruderboot, ein Göpel, um Ruderboote auf das Ufer zu ziehen, eine Fläche zum Fische-Trocknen sowie weitere Werkzeuge und Hilfsmittel zum Fischen.
Die Museumsführer tragen die lederne Seemannskleidung aus dem 19. Jahrhundert.
Ós ist das isländische Wort für Flussmündung. So heißt ein Hof in dem Gebiet und der Fluss Ósá, der in die Bucht mündet.
Und eine vör ist eine Anlegestelle.
Bis 2010 lag das Museum am von Lawinen gefährdeten Óshlíðarvegur, dem westlichsten Teil des Djúpvegurs .
Das kurze Stück dieser Straße bis zum Museum heißt jetzt Ósvararvegur .